# J. G. Parry-Thomas

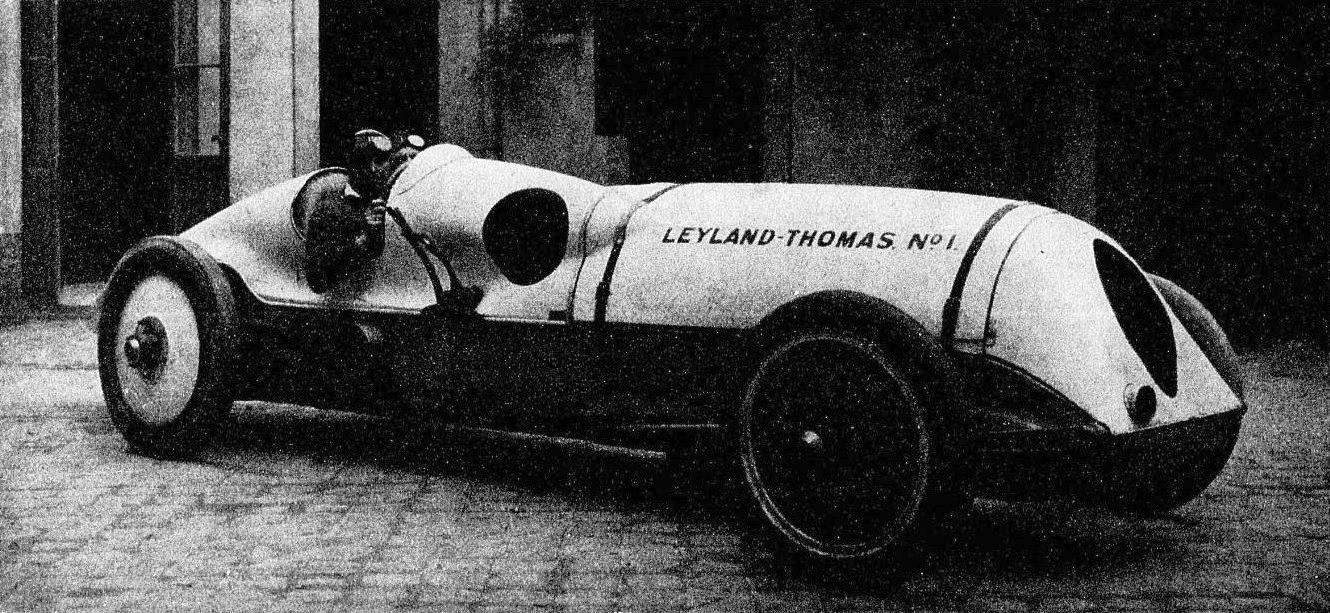
La Leyland-Thomas de J.G. Parry-Thomas, en 1924.

John Godfrey Parry-Thomas, né le 6 avril 1884 à Wrexham (pays de Galles) et mort le 3 mars 1927 à Pendine Sands (côte sud du pays de Galles), était un pilote automobile britannique ingénieur de formation détenteur de records de vitesse terrestre homologués, le premier à décéder lors de sa tentative contre le record.

## Biographie

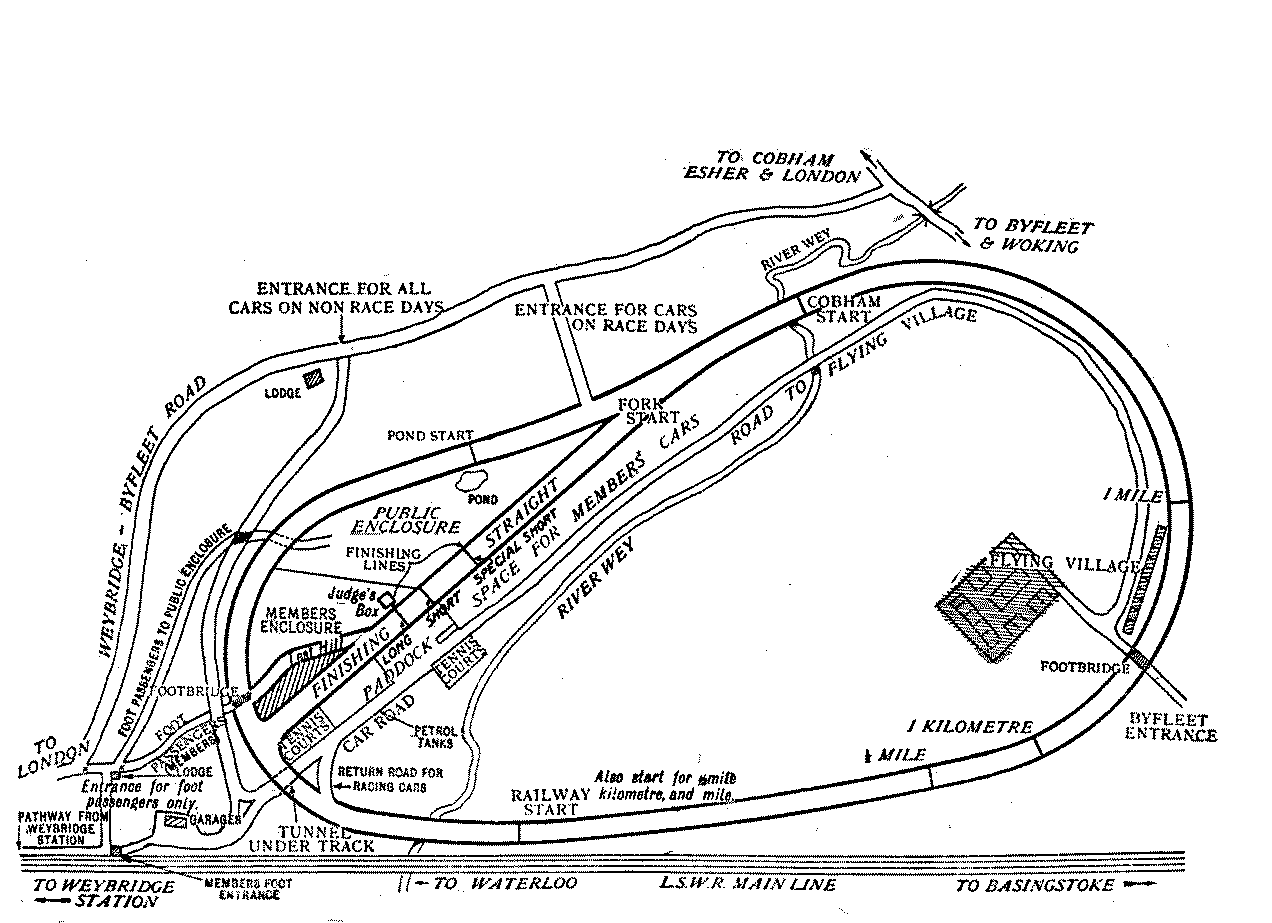
Emplacement du Flying Village sur le circuit de Brooklands au début des années 1920 (bas à D).

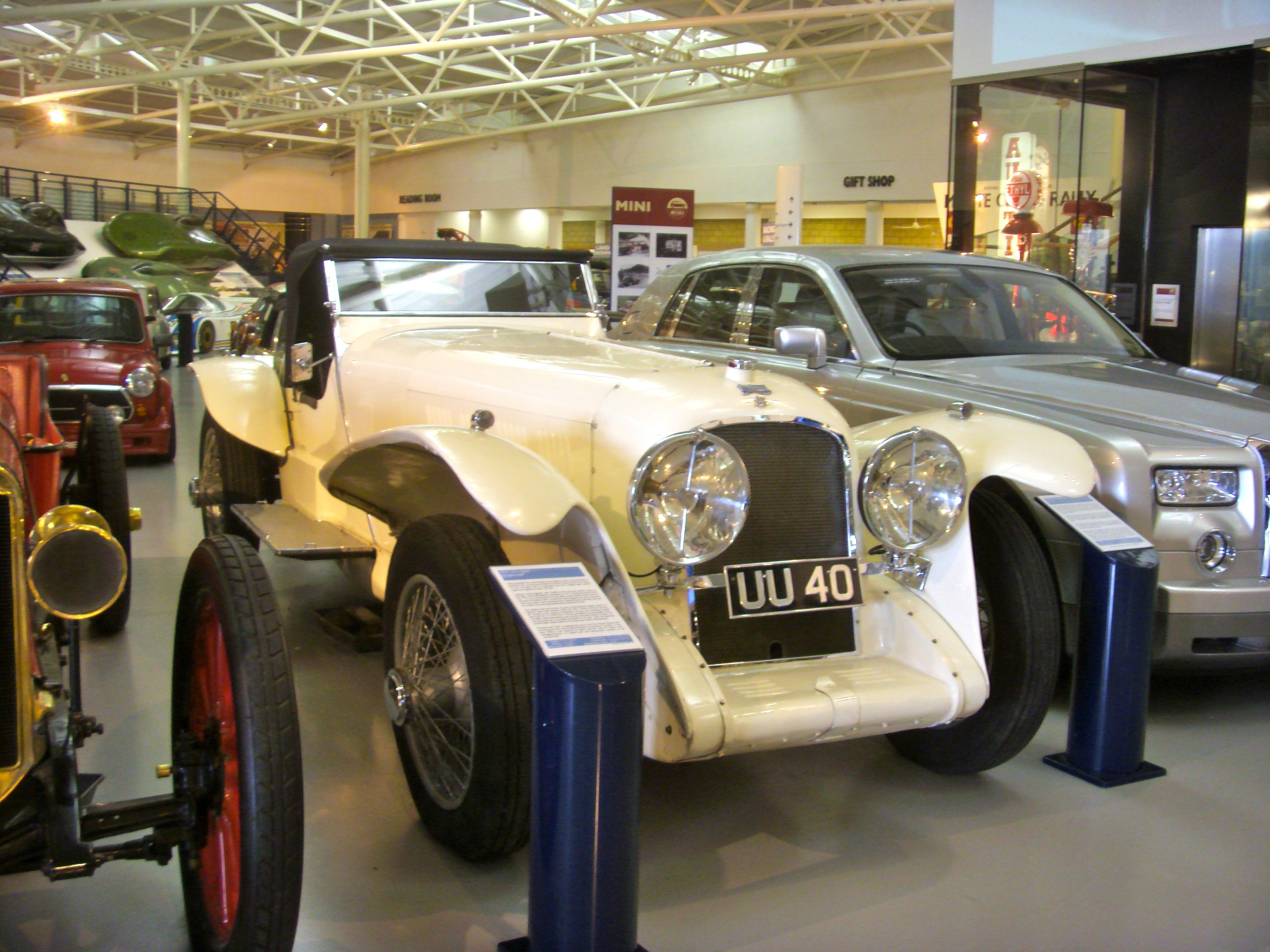
Une Leyland Eight de 1927, en version sport (Heritage Motor Centre de Gaydon, Warwickshire).

Fils du vicaire de Rhosddu, il passa son enfance et son adolescence à Oswestry, puis fit ses études supérieures au City & Guilds College de Londres, où il étudia entre autres les machines électriques en 1902.
En 1908 il conçut le système de transmission électrique utilisé dans les autobus, les automotrices et les tramways à Londres. Pendant la guerre il siégea dans diverses commissions consultatives pour le gouvernement.
Devenu chef ingénieur chez Leyland Motors, entreprise commercialisant pour une partie de sa production des voitures au grand public, il déposa -mais aussi réceptionna- nombre de brevets, portant essentiellement de sa part sur la distribution électrique des véhicules. Après la Première Guerre mondiale, lui et son assistant Reid Railton conçurent le moteur haut de gamme du groupe, destiné à la Leyland Eight (d'un coût de 2 700 £ pour 8 cylindres et cinq sièges, 14 exemplaires) afin de concurrencer celui de Rolls-Royce. Son expérience de la conduite de la voiture sur le circuit de Brooklands en 1920 le persuada d'abandonner sa carrière au sein de Leyland pour devenir ingénieur-pilote de course automobile indépendant à temps plein.
En partenariat avec un autre ingénieur, le major néo-zélandais Ken Thomson (connu au City & Guilds College), il démarra la société Thomas Inventions Development Co basée dans le circuit même de Brooklands. Après sa mort, elle devint Thomson & Taylor et continua à construire des voitures, comme la Blue Bird de Donald Campbell (fils de Malcolm Campbell). À partir de 1923, Parry-Thomas vécut même au flying village, dans un bungalow du circuit aménagé à partir d'une hutte datant de la grande guerre et nommée alors L'Hermitage. Sa vie d'ascète était seulement partagée avec ses deux chiens d'Alsace et ses voitures, dans un contraste saisissant avec l'époque de l'hédonisme des Bentley Boys. Il obtint de nombreux succès lors des compétitions organisées sur le circuit, y remportant 38 courses en cinq saisons et établissant également sur place nombre de records.
En octobre 1924, il termina deuxième du  Match des Champions à Montlhéry, derrière l'autre recordman Ernest Eldridge et en devançant le vétéran Arthur Duray.

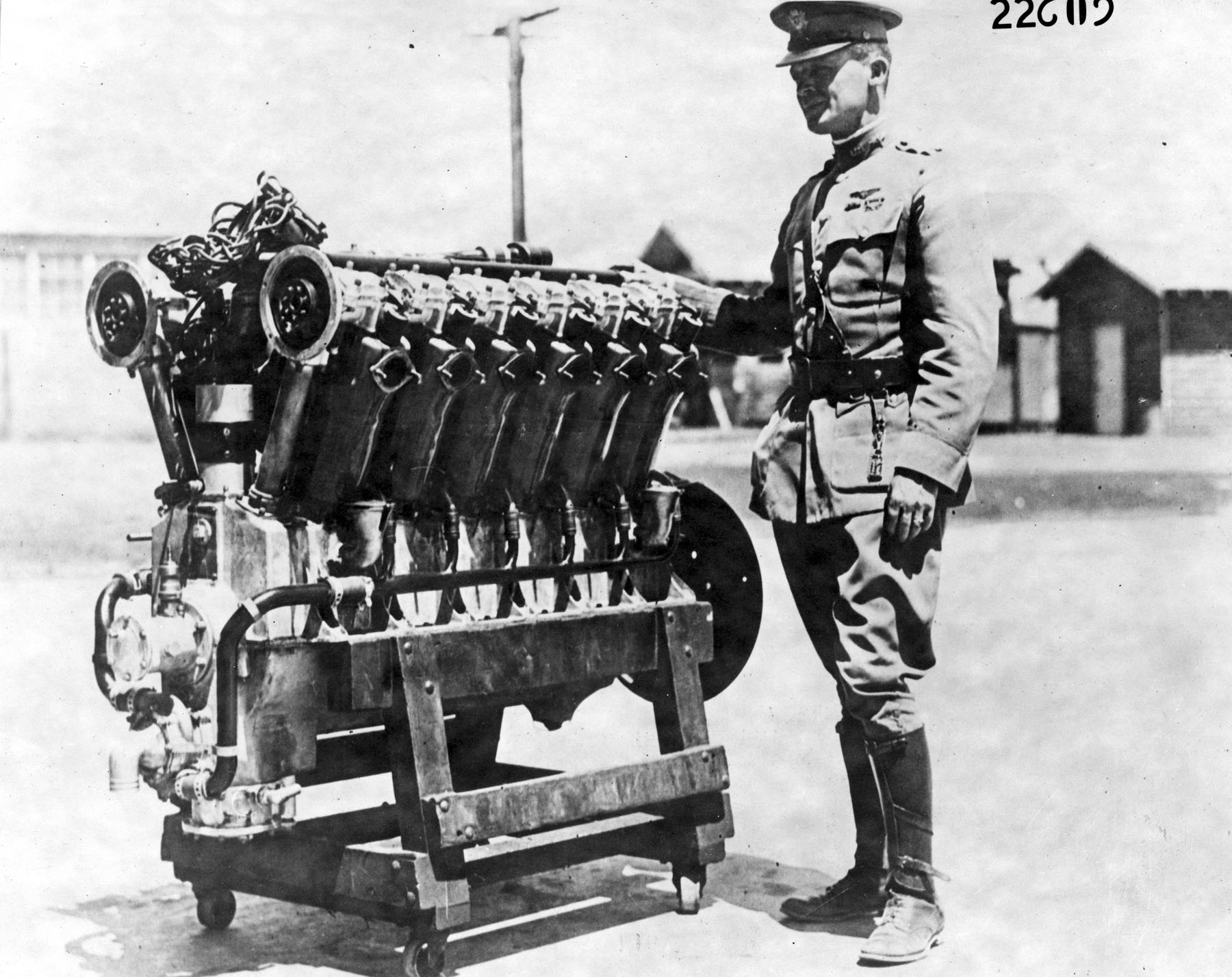
Un homme, en l'occurrence le major Henry H. Arnold, à côté du Liberty-12.

En 1925 il réalisa que son succès commercial passait par des ambitions autres que celles offertes par le circuit. Il se tourna donc vers le record de vitesse terrestre et acquit la Higham Special Chitty 4 du comte Louis Zborowski décédé à Monza, en transformant totalement l'aérodynamisme. Il l'équipa en outre d'un énorme moteur d'avion Liberty L-12, pour 12 cylindres inclinés à 45°, de 27 litres et à refroidissement liquide, pouvant initialement développer jusqu'à 400 CV. N'ayant ni l'argent et le prestige d'un Malcolm Campbell, ni les relations d'un Henry Segrave, il ne put obtenir le tout nouveau Napier Lion, contrairement aux projets des deux autres pilotes intéressés par le record. La voiture courut le 19 octobre 1925, mais n'eut pas les performances escomptées, les conditions météorologiques et l'état de la plage n'étant de surcroît pas assez bons.
Au début de 1925, il utilisa une Sunbeam 2L. à 6 cylindres supercompressée, encore à Montlhéry, pour affronter les pilotes Segrave et Conelli dans leurs tentatives communes pour briser les records de l'heure, des 12 heures et des 24 heures.
En avril 1926, il fit immédiatement apparaître sa Higham Special, désormais surnommée Babs, transformée avec un nouveau profil de carrosserie, le soir même de sa finition dans les ruelles autour de Brooklands, malgré l'absence de phares. Quelques jours plus tard, ils prirent le chemin de Pendine Sands, malgré de mauvaises conditions météorologiques et un sable trop humide et de moindre adhérence, là même où Campbell avait obtenu ses premiers records en 1924 et 1925, sur les six miles de longueur de la plage. En l'espace de deux jours il améliora tout de même à deux reprises le temps de référence de son prédécesseur... avant que Campbell ne reprenne son record moins de dix mois plus tard.
Durant l'hiver 1926-27, Babs changea encore de forme, ses quatre roues étant alors partiellement enveloppées de carénages.
Parry-Thomas fut tué le 3 mars 1927, en essayant de dépasser la vitesse moyenne horaire obtenue par Campbell le 4 février. On pensa d'abord que la chaîne de transmission droite se rompit pendant sa course, à plus de 160 miles/h, le frappant en pleine face. Plus tard, l'enquête à la récupération de l'épave montra que la roue arrière droite s'était brisée, entraînant le renversement de Babs.
Il est enterré au cimetière de St Mary à Byfleet dans le Surrey, à proximité du circuit de Brooklands. Après l'enquête, Babs fut enterrée dans les dunes de Pendine Sands. Quelque 42 années plus tard, en 1969, elle fut récupérée de façon controversée, puis restaurée durant quinze ans par Owen Wyn Owen, à l'époque membre de l'Université de Bangor. Elle est désormais exposée une partie de l'été au Musée de la vitesse de Pendine (Carmarthenshire).

## Victoire à l'étranger
- Grand Prix de l'Ouverture, le 19 octobre 1924 avec la Leyland-Thomas No 1 pour l'inauguraion de la nouvelle piste de l'autodrome de Linas-Montlhéry.

## Records de vitesse terrestres homologués
- 1922 (9 novembre): record de monde sur 10 miles (16 km) avec un allumage instantané, à 184,66 km/h;
- 1924 (23 mai): record du monde des 5 et 10 miles (8 et 16 km), respectivement à 192,20 km/h et 187,09 km/h;
- 1924 (26 juin): record du monde du mile sur voie rapide à 208,78 km/h, et record de l'heure avec 175,565 km parcourus;
- 1926 (8 juin): divers records battus à Brooklands;
- 1926 (27 avril): 272,45 km/h, sur Higham-Thomas Special Babs à moteur d'avion Liberty L-12 de 27 litres de cylindrée (Pendine Sands);
- 1926 (28 avril): 274,59 km/h, sur Higham-Thomas Special Babs;
- 1926 (7 octobre): record du monde des 500 kilomètres et des 3 heures, à Brooklands[6].
- 1926 (14 octobre): records du monde des 5 et 10 miles, ainsi que des 10 kilomètres, à Brooklands.
- avant 1930: records du monde catégorie 8 cylindres du kilomètre et du mille départ lancé[7].

## Galerie d'images de voitures de Parry-Thomas

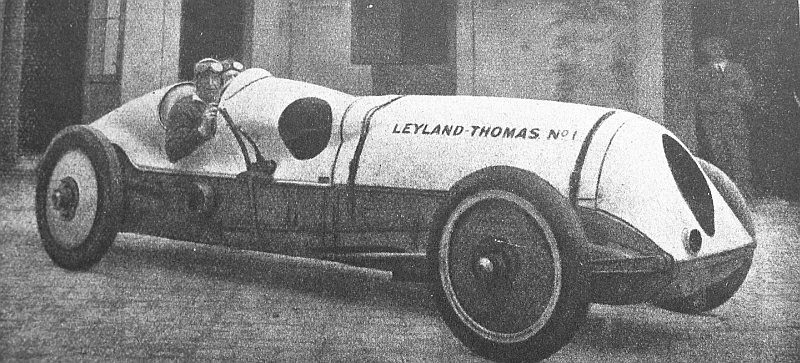
La Leyland-Thomas N°1 8 cylindres, en 1924 (sur base de Leyland Eight);
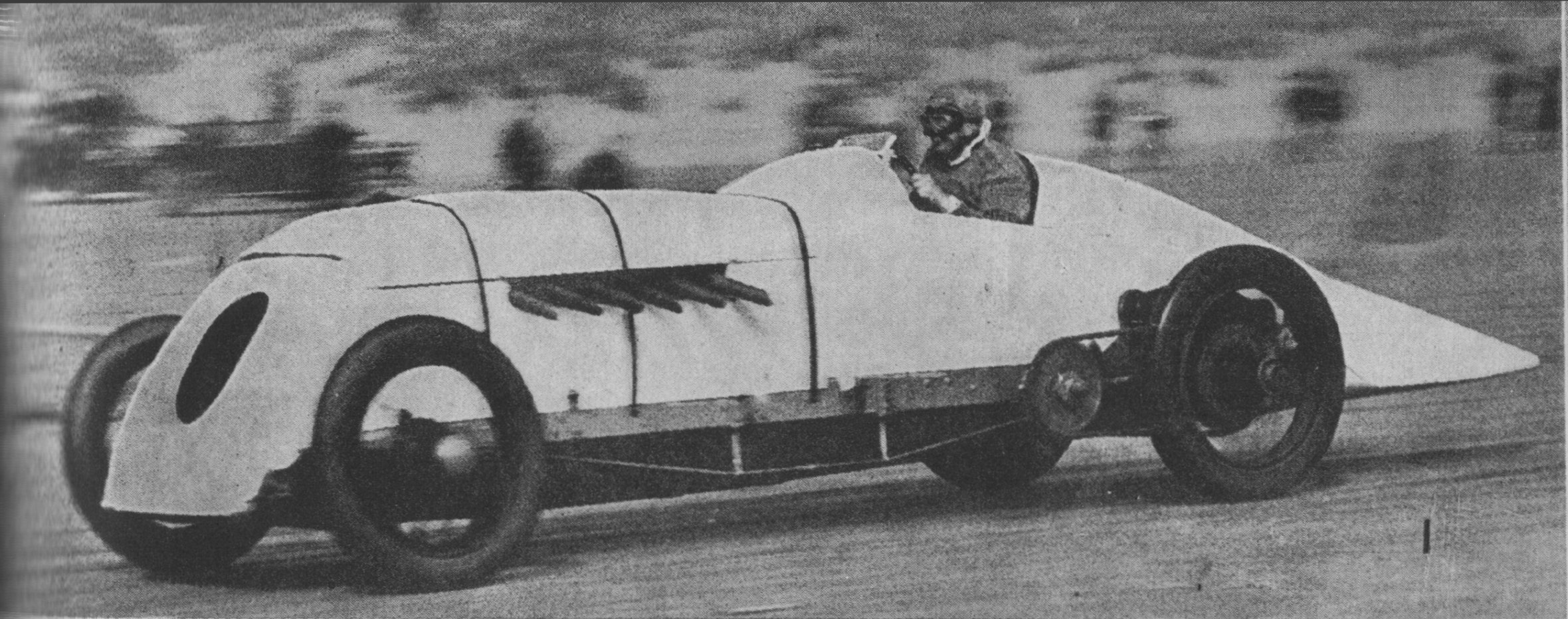
Babs fin avril 1926, à Pendine Sands;
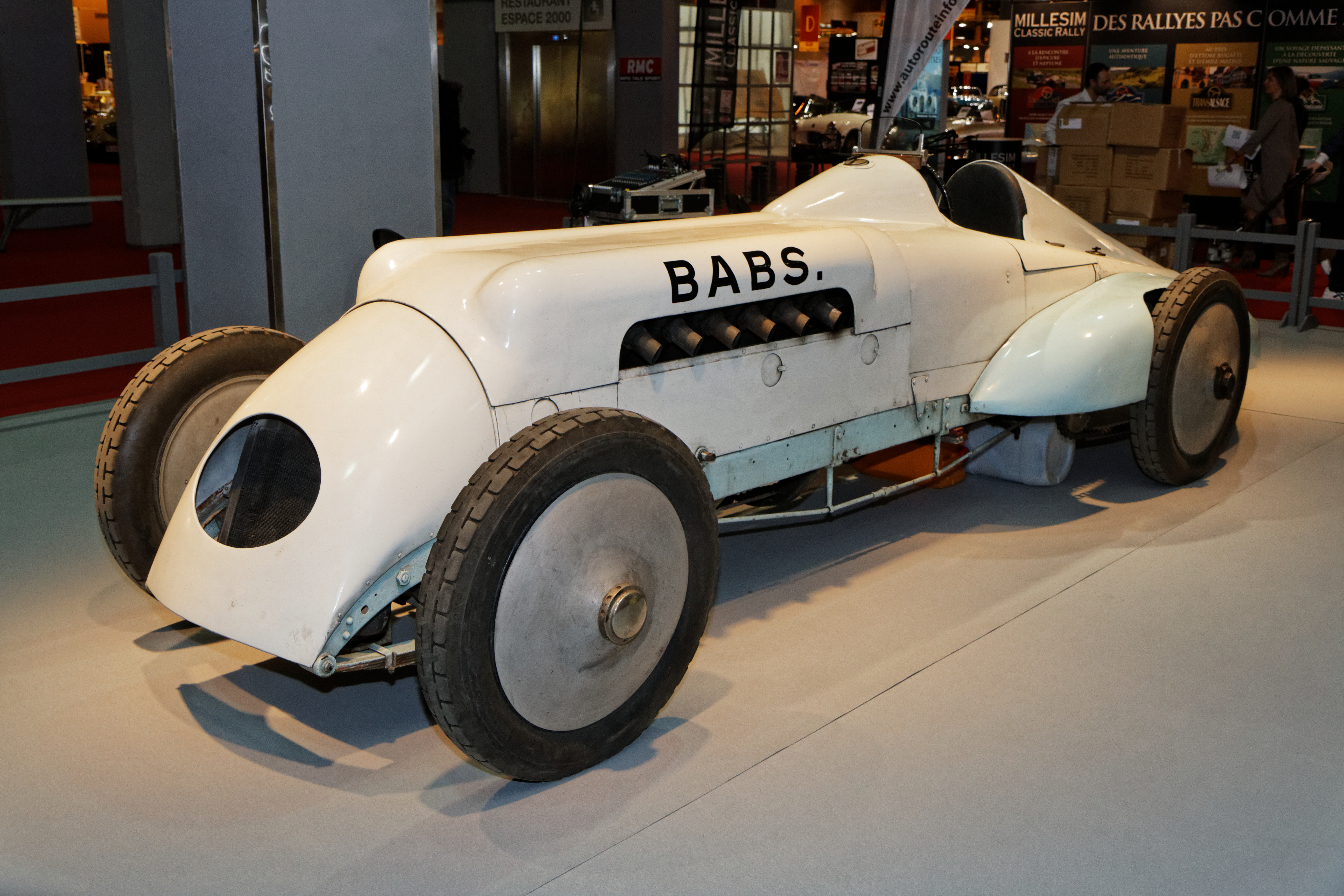
Babs restaurée, sous le même angle au salon Retromobile de Paris (2014);
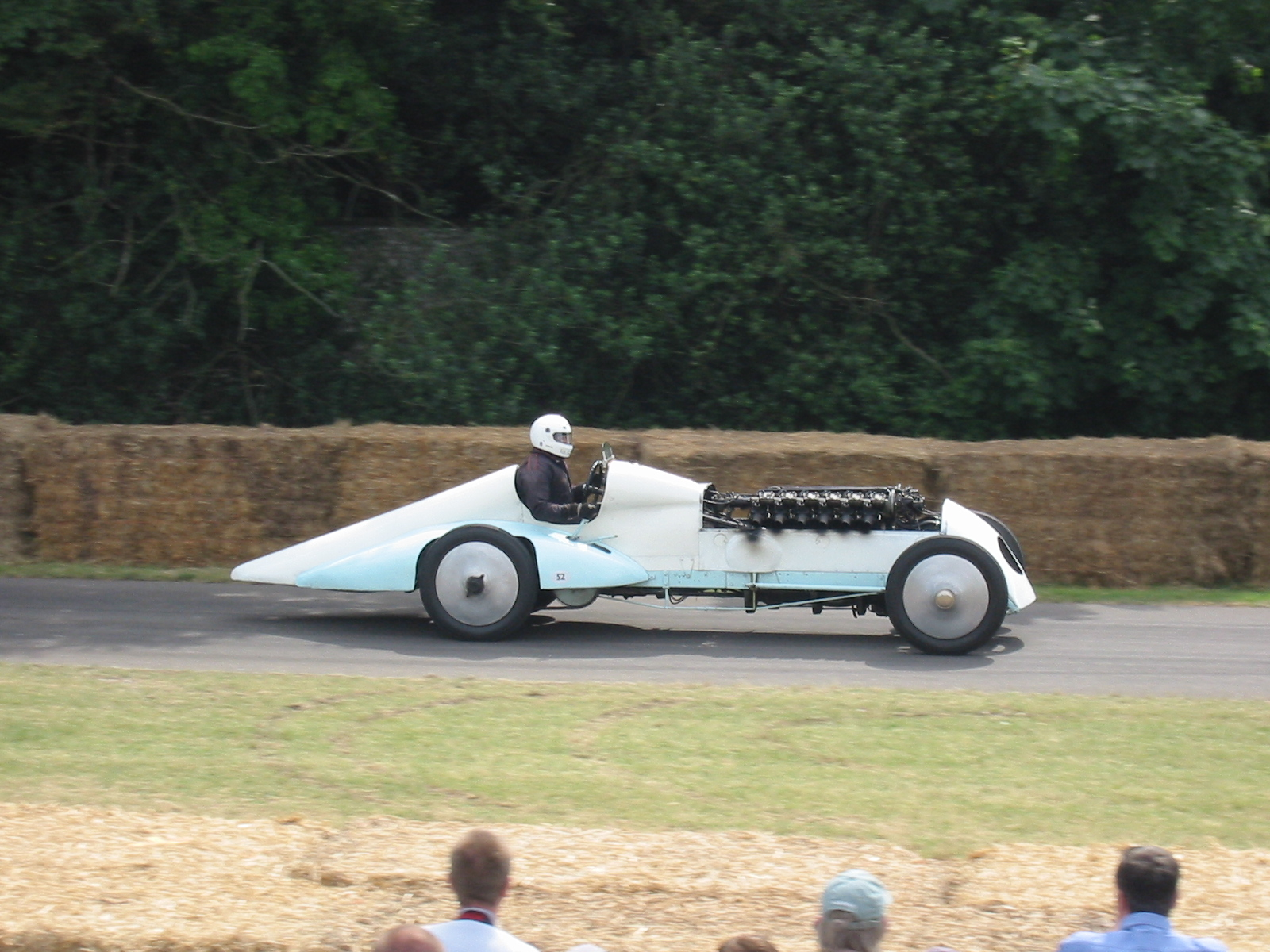
Toujours Babs restaurée, ici à Goodwood (Angleterre) (2005).

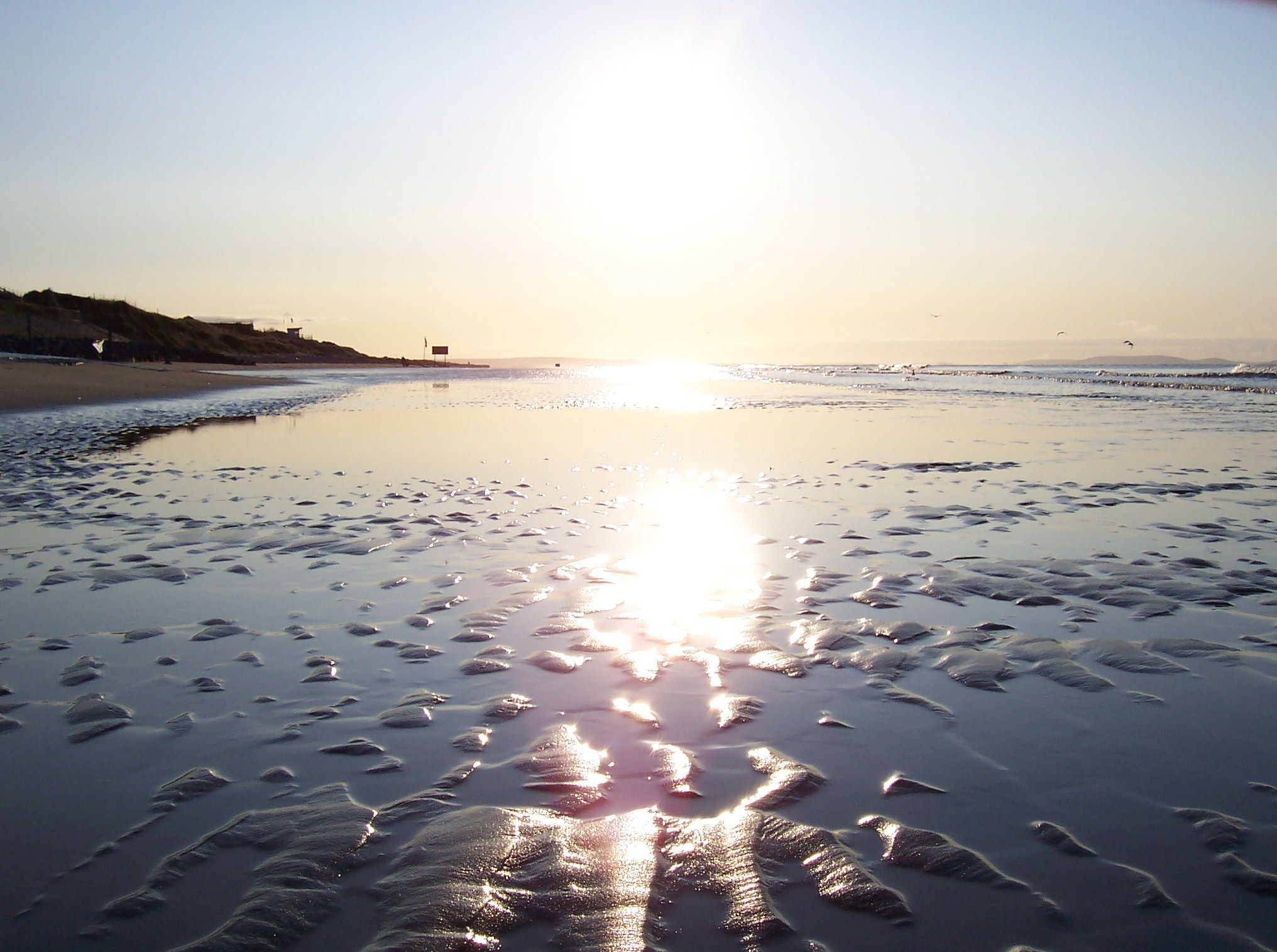
Pendine Sands, lieu de nombreux records de vitesse battus avant-guerre, au Pays de Galles.

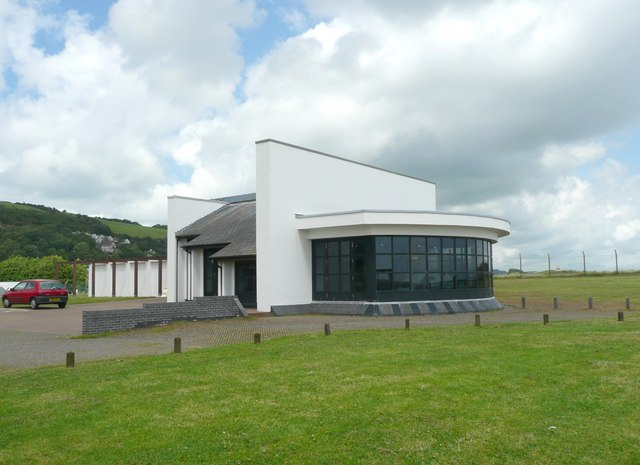
Le Museum of Speed de Pendine (Pentywyn en gallois).